# Hypogastrura
Genre
Hypogastrura est un genre de collemboles de la famille des Hypogastruridae.

## Description
Les membres de ce genre présentent peu de soies sur le dos, une furcula courte, de petites épines anales et 8 ocelles par œil.

## Liste des espèces
Selon Checklist of the Collembola of the World (version du 9 novembre 2019) :
- Hypogastrura (Hypogastrura) Bourlet, 1842
  - Hypogastrura aequepilosa (Stach, 1949)
  - Hypogastrura aethiopica (Tarsia, 1939)
  - Hypogastrura affinis (Lucas, 1846)
  - Hypogastrura agaricina Bourlet, 1841
  - Hypogastrura albella (Koch, 1840)
  - Hypogastrura alta Christiansen & Bellinger, 1980
  - Hypogastrura analpapillata Jiang & Yin, 2012
  - Hypogastrura antra Christiansen & Bellinger, 1980
  - Hypogastrura arctandria Fjellberg, 1988
  - Hypogastrura arnei Skarzynski, 2019
  - Hypogastrura assimilis (Krausbauer, 1898)
  - Hypogastrura aterrima Yosii, 1972
  - Hypogastrura aushensis Skarzynski & Babenko, 2010
  - Hypogastrura austriaca Babenko & Thibaud, 1990
  - Hypogastrura barguzini Babenko, 1994
  - Hypogastrura bilineata (Koch, 1840)
  - Hypogastrura bokusi Yosii, 1961
  - Hypogastrura boldorii Denis, 1931
  - Hypogastrura breviempodialis (Stach, 1949)
  - Hypogastrura brevifurca Skarzynski, 2000
  - Hypogastrura brevispina (Harvey, 1893)
  - Hypogastrura bulba Christiansen & Bellinger, 1980
  - Hypogastrura burkilli (Bagnall, 1940)
  - Hypogastrura caduceator (Carpenter, 1919)
  - Hypogastrura calceolaris Latzel, 1917
  - Hypogastrura campbelli Womersley, 1930
  - Hypogastrura capitata Cassagnau & Delamare Deboutteville, 1955
  - Hypogastrura carpatica Nosek, 1962
  - Hypogastrura chouardi Cassagnau, 1959
  - Hypogastrura christianseni Yosii, 1960
  - Hypogastrura concolor (Carpenter, 1900)
  - Hypogastrura conflictiva Jordana & Arbea, 1992
  - Hypogastrura consanguinea (Folsom, 1924)
  - Hypogastrura copiosa (Folsom, 1916)
  - Hypogastrura coprophila Stach, 1960
  - Hypogastrura crassa (Oudemans, 1890)
  - Hypogastrura crassaegranulata (Stach, 1949)
  - Hypogastrura dasiensis Selga, 1966
  - Hypogastrura deserti Babenko, 1994
  - Hypogastrura devia Christiansen & Bellinger, 1980
  - Hypogastrura distincta (Axelson, 1902)
  - Hypogastrura druki Babenko, 1994
  - Hypogastrura elegans (Parfitt, 1891)
  - Hypogastrura elevata Cassagnau, 1959
  - Hypogastrura ellisi Skarzynski & Kahrarian, 2017
  - Hypogastrura exigua Gisin, 1958
  - Hypogastrura fjellbergi Babenko & Bulavintsev, 1993
  - Hypogastrura franconiana (Stach, 1949)
  - Hypogastrura fuentei Denis, 1930
  - Hypogastrura funesta Christiansen & Bellinger, 1980
  - Hypogastrura gennargentui Dallai, 1971
  - Hypogastrura ghirkani Babenko, 1994
  - Hypogastrura gisini Strenzke, 1954
  - Hypogastrura gracilis (Folsom, 1899)
  - Hypogastrura gravesi Wray, 1971
  - Hypogastrura hargrovei Skarzynski, 2007
  - Hypogastrura harveyi (Folsom, 1902)
  - Hypogastrura hatiparae Babenko, 1994
  - Hypogastrura helena Christiansen & Bellinger, 1980
  - Hypogastrura heptasetata Jiang & Yin, 2010
  - Hypogastrura hexasetata Jiang & Yin, 2010
  - Hypogastrura himalayana Yosii, 1971
  - Hypogastrura hispanica Steiner, 1955
  - Hypogastrura hohi Babenko, 1994
  - Hypogastrura humi (Folsom, 1916)
  - Hypogastrura hyperborea (Boheman, 1865)
  - Hypogastrura hypnorum (Fabricius, 1783)
  - Hypogastrura inopinata Deharveng & Le Cong Man, 2002
  - Hypogastrura ireneae (Wray, 1953)
  - Hypogastrura iwamurai Yosii, 1960
  - Hypogastrura janetscheki Steiner, 1959
  - Hypogastrura japonica Scott, 1961
  - Hypogastrura kelmendica Peja, 1985
  - Hypogastrura lapponica (Axelson, 1902)
  - Hypogastrura laxasensillata Lee, 1974
  - Hypogastrura leo Palacios-Vargas, 1986
  - Hypogastrura lima Christiansen & Bellinger, 1980
  - Hypogastrura litoralis (Linnaniemi, 1909)
  - Hypogastrura longimucrona Lee & Choe, 1979
  - Hypogastrura macrotuberculata (Hammer, 1953)
  - Hypogastrura madera Christiansen & Bellinger, 1980
  - Hypogastrura magistri Babenko, 1994
  - Hypogastrura manghe Jia, Skarzynski & Konikiewicz, 2011
  - Hypogastrura manubrialis (Tullberg, 1869)
  - Hypogastrura martiani Skarzynski & Kaprus, 2009
  - Hypogastrura matura (Folsom, 1916)
  - Hypogastrura maxillosa Babenko, 1994
  - Hypogastrura maynardi Christiansen & Bellinger, 1980
  - Hypogastrura meridionalis Steiner, 1955
  - Hypogastrura mexicana Handschin, 1928
  - Hypogastrura microspina Babenko, 1994
  - Hypogastrura microspinata Jiang & Yin, 2012
  - Hypogastrura mongolica (Nosek, 1976)
  - Hypogastrura montana (Becker, 1905)
  - Hypogastrura monticola Stach, 1946
  - Hypogastrura morbillata (Salmon, 1941)
  - Hypogastrura myrmecophila (Womersley, 1929)
  - Hypogastrura nemoralis Yosii, 1960
  - Hypogastrura nepalica Yosii, 1966
  - Hypogastrura nivicola (Fitch, 1847)
  - Hypogastrura norica Latzel, 1917
  - Hypogastrura obliqua Salmon, 1949
  - Hypogastrura omnigra (Salmon, 1941)
  - Hypogastrura oregonensis Yosii, 1960
  - Hypogastrura oreophila Butschek, 1948
  - Hypogastrura packardi (Folsom, 1902)
  - Hypogastrura pahiku Christiansen & Bellinger, 1992
  - Hypogastrura pannosa (Macnamara, 1922)
  - Hypogastrura papillata Gisin, 1949
  - Hypogastrura paradoxa Yosii, 1965
  - Hypogastrura peloponnesica Dányi, 2013
  - Hypogastrura perplexa Christiansen & Bellinger, 1980
  - Hypogastrura persica Kahrarian, Vafaei-Shoushtari, Skarzynski & Konikiewicz, 2013
  - Hypogastrura pityusica Ellis, 1974
  - Hypogastrura pizzoci Fanciulli & Dallai, 2008
  - Hypogastrura pomorskii Skarzynski, 2010
  - Hypogastrura prabhooi Bhattacharjee, 1985
  - Hypogastrura promatro (Wray, 1950)
  - Hypogastrura pseudohispanica Loksa, 1966
  - Hypogastrura punctata (Coleman, 1941)
  - Hypogastrura purpurescens (Lubbock, 1870)
  - Hypogastrura pyrenaica (Cassagnau, 1959)
  - Hypogastrura quadritenenta Jiang & Chen, 2008
  - Hypogastrura ramia Lee & Choe, 1979
  - Hypogastrura rangkuli Martynova, 1975
  - Hypogastrura rehi Börner, 1906
  - Hypogastrura reticulata Börner, 1909
  - Hypogastrura reticulata Hammer, 1953
  - Hypogastrura sahlbergi (Reuter, 1895)
  - Hypogastrura satkosiaensis Mandal & Arbea, 2019
  - Hypogastrura sensilis (Folsom, 1919)
  - Hypogastrura serrata (Ågren, 1904)
  - Hypogastrura similis (Absolon, 1901)
  - Hypogastrura simsi Hart & Waltz, 1995
  - Hypogastrura socialis (Uzel, 1891)
  - Hypogastrura sonapani (Baijal, 1958)
  - Hypogastrura sparta Christiansen & Bellinger, 1980
  - Hypogastrura spei Babenko, 1994
  - Hypogastrura spelaea (Joseph, 1882)
  - Hypogastrura subboldorii Delamare Deboutteville & Jacquemart, 1962
  - Hypogastrura subpapillata Babenko, 1994
  - Hypogastrura szeptyckii Skarzynski, 2006
  - Hypogastrura tatrica (Stach, 1949)
  - Hypogastrura tchabensis Babenko, 1994
  - Hypogastrura temarpurensis (Tyagi & Baijal, 1982)
  - Hypogastrura tepli Skarzynski & Babenko, 2010
  - Hypogastrura tethyca Ellis, 1976
  - Hypogastrura theeli (Tullberg, 1877)
  - Hypogastrura tianshanica Martynova, 1970
  - Hypogastrura tigridis (Brown, 1926)
  - Hypogastrura tigrina (Harvey, 1900)
  - Hypogastrura tooliki Fjellberg, 1985
  - Hypogastrura trilobata Linnaniemi, 1912
  - Hypogastrura trybomi (Schött, 1893)
  - Hypogastrura tsukubaensis Tamura, 1997
  - Hypogastrura tullbergi (Schäffer, 1900)
  - Hypogastrura turkmenica Babenko, 1994
  - Hypogastrura ubsunurensis Babenko, 1999
  - Hypogastrura unguiculata (Mitra, 1966)
  - Hypogastrura vernalis (Carl, 1901)
  - Hypogastrura verruculata Rusek, 1967
  - Hypogastrura viatica (Bagnall, 1940)
  - Hypogastrura viatica (Tullberg, 1872)
  - Hypogastrura wisei Camousseight, 1999
  - Hypogastrura yongmuensis Lee, 1974
  - Hypogastrura yosiii Stach, 1964
  - Hypogastrura zivadinovici Palissa, 1968
  - † Hypogastrura intermedia Handschin, 1926
  - † Hypogastrura protoviatica Handschin, 1926
- Hypogastrura (Franzura) Cassagnau & Deharveng, 1976
  - Hypogastrura synacantha Cassagnau & Deharveng, 1976

## Publication originale
- Bourlet, 1839 : « Mémoire sur les Podures ». Mémoires de la Société Royale des Sciences, de l'Agriculture et des Arts de Lille, vol. 1, p. 377-418 (texte intégral).